# Palazzo Tenerani
Palazzo Tenerani è un edificio situato in via Verdi, 16 / via Pelliccia a Carrara.

## Storia
Il palazzo fu costruito per conto della famiglia Tenerani su progetto dell'architetto Enrico Remedi nel 1926.
L'edificio, diviso in appartamenti adibiti attualmente ad abitazioni e uffici, sorge in fondo alla via Verdi, in angolo con la via Pelliccia, sulla quale prospetta un più basso corpo di fabbrica usato per diversi anni come rimessa per gli autobus della ditta Lazzi. Sul retro scorre la via di circonvallazione, detta del Cavatore, aperta intorno al 1970 sul tracciato della ferrovia Marmifera.
A partire dal 2007, parte dell'edificio è stato soggetto a una completa ristrutturazione edilizia degli interni, eseguita con lo scopo di vendita di appartamenti e uffici.

## Descrizione
Presenza di spicco nel tessuto circostante per l'originalità e la sovrabbondanza decorativa dei prospetti, il palazzo risente fortemente, secondo Giorgieri, "l'influsso della scuola romana, in particolare delle realizzazioni del Fasolo" .
Sull'incrocio con la via Pelliccia ha di fronte la pesante mole marmorea della ex casa del Balilla, con la quale contrasta per la totale intonacatura e la articolata composizione dei fronti.

### Esterno
Secondo un metodo compositivo che a Carrara trova una diffusa applicazione, l'architettura del palazzo Tenerani fa dell'angolo tra le due vie Verdi e Pelliccia il suo maggior richiamo formale. L'edificio è infatti caratterizzato da un particolarissimo raccordo angolare che al piano terreno forma una loggetta semicircolare coperta dal terrazzino del primo piano, sostenuto da due colonne marmoree a tutto tondo. I due pilastri ai lati delle colonne sono conclusi da pannelli con putti in bassorilievo di derivazione secessionista.

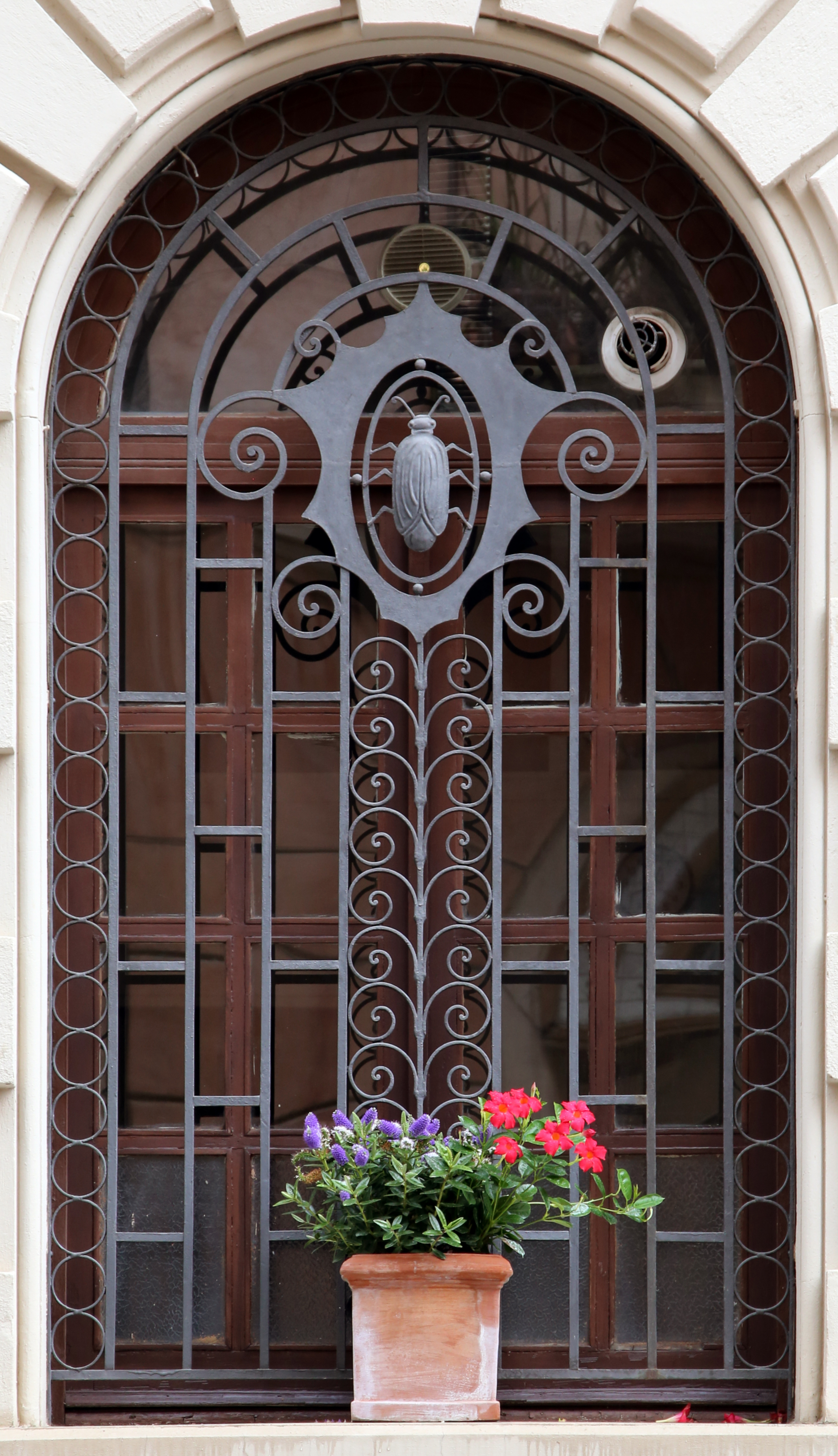
Grata con scarabeo

Superiormente, la parete d'angolo, serrata tra due strette testate decorate da lesene giganti, assume un deciso verticalismo svettando oltre il livello di copertura dell'edificio con un fastigio mistilineo, bucato al centro e inquadrato da due tronchi di piramide che prolungano gli spigoli sottostanti.
I due fronti, interamente intonacati e conclusi da una spessa gronda in forte aggetto, appaiono spartiti da lesene al di sopra delle fasce orizzontali, a mo' di finta pietra, del piano terreno, e presentano una fitta tessitura decorativa in cemento fatta di protome, mascheroni, dentellature, triglifi, finto bugnato, timpanature, mensole, cornici, volute e inserti fitomorfi, il cui sapore classicista si coniuga a robuste stilizzazioni secessioniste. 
Il fronte su via Verdi, di maggiore estensione, è spartito al centro dalla composizione verticale che, innalzandosi con un fastigio triangolare al di sopra della gronda, enfatizza la zona del portone di ingresso, leggermente avanzato rispetto al filo di parete e sovrastato dal pesante poggioletto, dal terrazzino al secondo piano - sostenuto da mensole decorate con protome - ed infine dalla lunetta bucata, sottolineata da un mascherone e incorniciata da un turgido festone il cui svolgimento inizia già dalle lesene ai lati della portafinestra del primo piano. 
Ad esclusione del poggioletto sull'ingresso e del terrazzo curvilineo in angolo, chiusi da balaustrate con colonnine in cemento, i balconi presentano ringhiere in ferro battuto decorate da medaglioni con l'aquila reale.
Sulla via Pelliccia, lo stretto fronte diviso in due soli settori si aggancia tramite un ampio passaggio coperto a terrazzo ad un volume secondario, in passato adibito a rimessa. Tale corpo di fabbrica, elevato su un piano terreno e un primo piano a doppia altezza, è coperto da una terrazza con parapetti appena incurvati. Appare informato ad un rigoroso linearismo verticale ed è ripartito in due settori da spesse lesene digradanti; al primo piano la parete è bucata da strette finestrature arricchite da parapetti in ferro battuto. 
La parete angolare si apre al pian terreno in un vasto ambiente, attualmente adibito a negozio di ferramenta, pavimentato in marmo e decorato da numerose, sottili cornici in stucco bianco, grigio e rosa sul soffitto; conserva inoltre gli infissi interni originali in legno.

### Interno

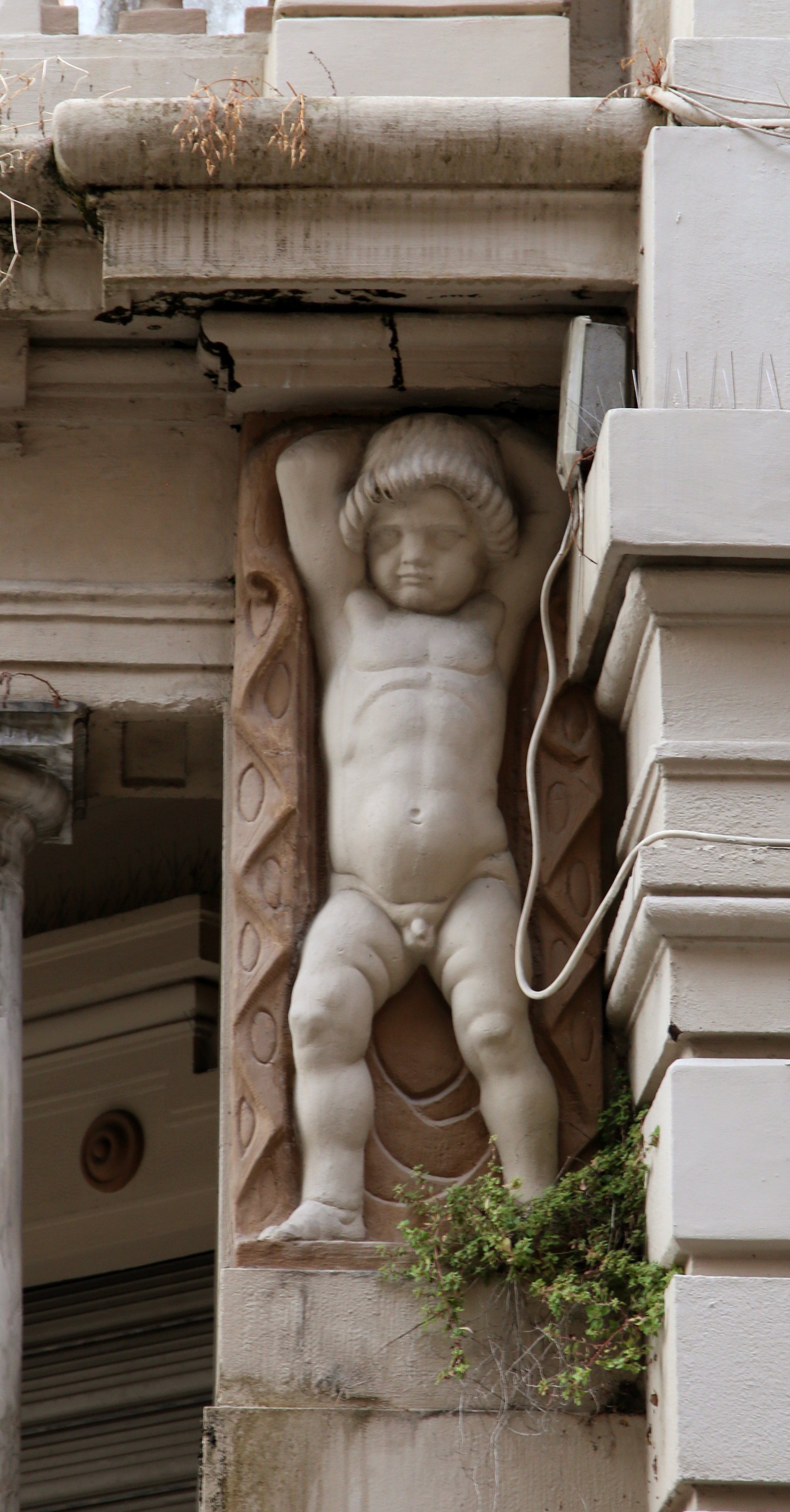
Putto telamone

L'ingresso alle abitazioni, al nº 16 di via Verdi, immette in un elegante atrio dal soffitto incorniciato, pavimentato in marmettoni bianchi con giunti scuri e fascia di rigiro anch'essa in marmo scuro. Vi si aprono quattro porte in legno, originali dell'epoca, e vi si diparte la scala rettilinea a due rampe di collegamento tra i piani. 
La scala marmorea conserva la ringhiera originale in ferro battuto con corrimano in legno e riceve luce da ampie finestre aperte al centro dei pianerottoli con infissi originali in legno e vetri colorati. La copertura dell'edificio, raggiungibile dalla stessa scala, si presenta in parte a tetto e in parte a terrazza, munita di una pergola.